# INSAS小銃
INSAS(Indian New Small Arms System、インド新小火器システム)は、インドのアサルトライフルおよび軽機関銃。インドの兵器廠委員会（Ordnance Factories Board, OFB）に所属するティルチラーパッリ兵器廠により製造されている。

## 概要

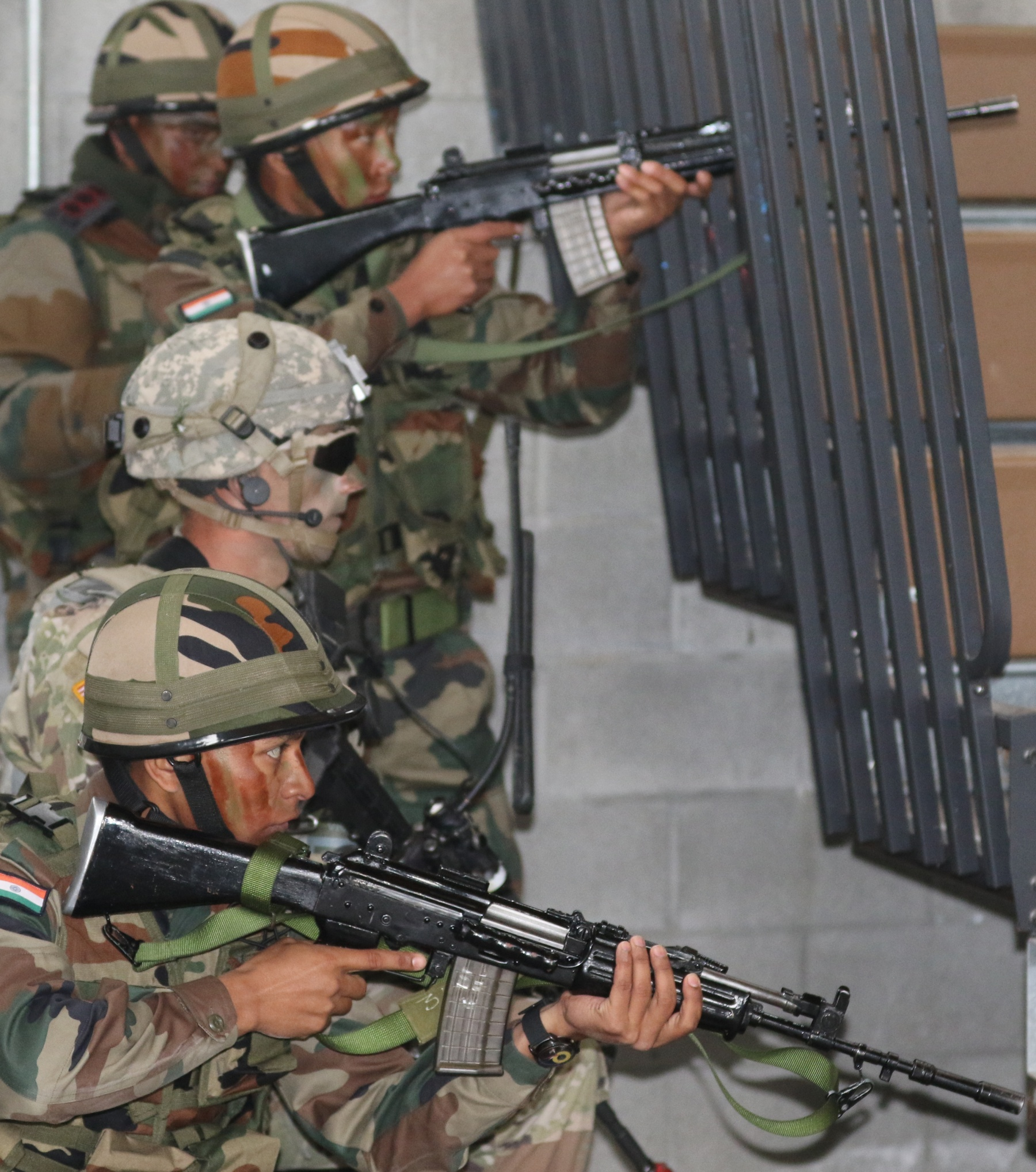
アメリカ国内の訓練施設においてINSASを構えるインド軍兵士

1950年代よりインド軍はL1A1の国産モデル（1A1小銃）を採用していたが、5.56x45mm NATO弾を使用する銃が出始めたことから、AK-47を基に開発・製造された。
ロングストロークピストンのガス圧作動方式などは、AK-47を参考としているが、マニュアル式のガスレギュレーターなどはFN FALを参考にしている他、3点バーストでの射撃にも対応している。コッキングハンドルはAK-47のボルトキャリア右側面から、ガスチューブ左側面に移された。また軽機関銃モデルや、2015年には最新モデルであるエクスカリバー ライフルを発表している。
陸軍の報告によると、INSASは銃身が膨張しやすく、各部品も故障しやすく、また過酷な環境においてインド製の弾薬を使用すると給弾不良が発生するという。
インド軍はAK-47を基にINSASを開発した過去を持つが、これらの欠点からINSASの後継として7.62mm口径のAK-203およびSIG716iを次世代の主力小銃に採用した(AK-203は7.62x39mm弾、SIG716iは7.62x51mm NATO弾を使用)。

## 派生型

### INSAS 1B1

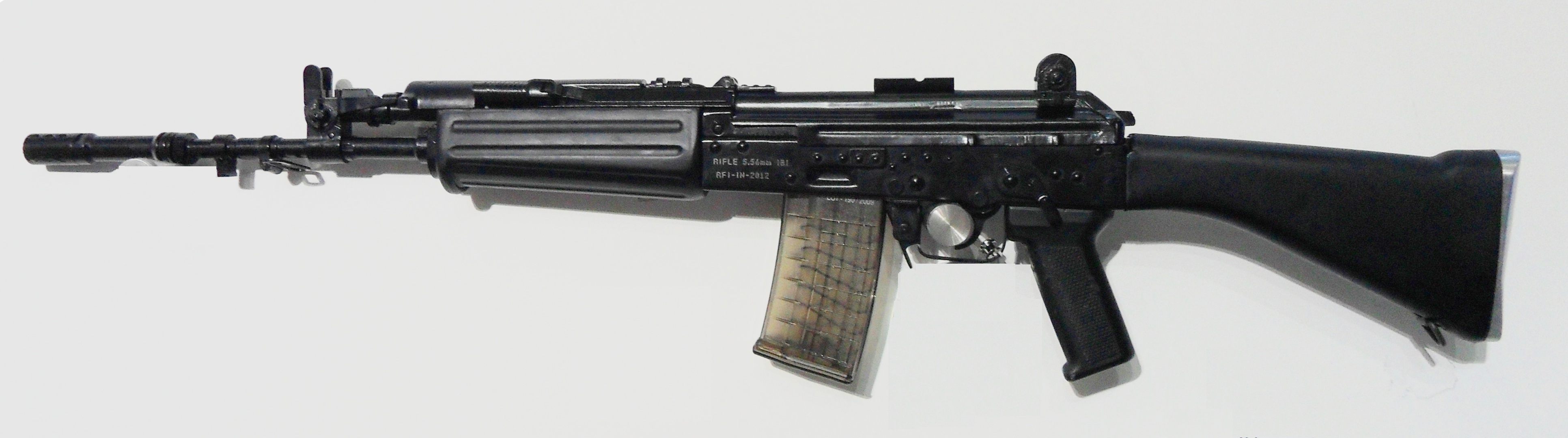
INSAS 1B1

INSAS 1B1は、INSASの後期生産モデルに当たる仕様。木製で構成していた銃床、ハンドガード、グリップを黒色のポリマーで構成している。またその他のさまざまな欠点、不良も改善されたとされている。

### カランタク07
カランタク07は、INSASのカービン仕様。前期型と後期型があり、どちらも銃身とガスポートを短縮している。前期型はINSAS同様の木製で銃床、ハンドガード、グリップを構成しているが、後期型ではINSAS 1B1の黒色のポリマーで銃床、ハンドガード、グリップを構成し、マガジンの装着方法をAKタイプから差し込むだけで保持されるタイプに変更し、ハンドガード上部にはピカティニーレールを備えておりさまざまな照準器を取り付けられるようになった。また前期型後期型ともに折りたたみ銃床を備えた仕様が存在する。

### INSAS LMG

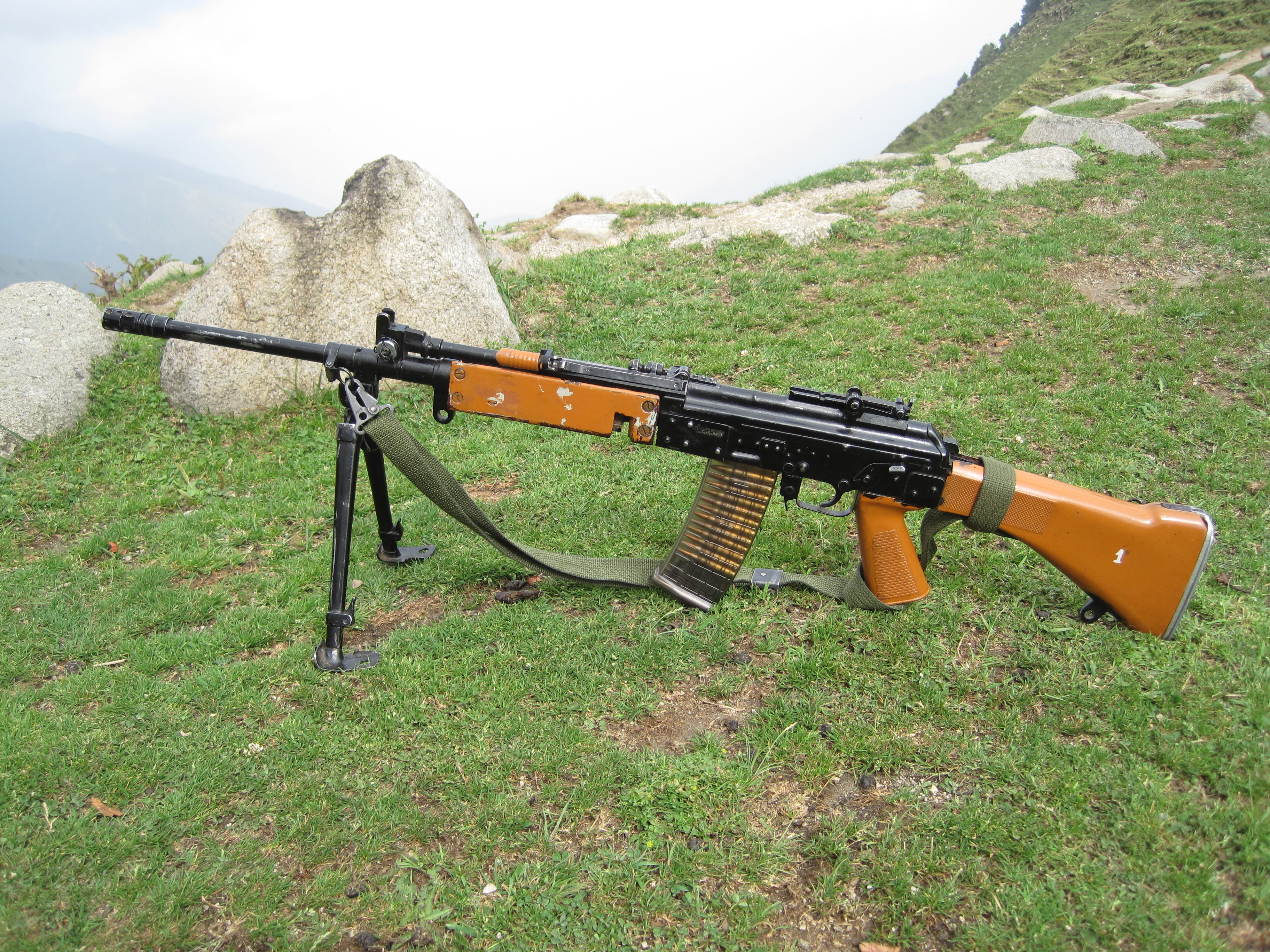
INSAS LMG

INSAS LMGは、INSASの軽機関銃仕様。延長された銃身とキャリングハンドル、二脚を備えている。また折りたたみ銃床を備えた仕様が存在する。1990年代後半にインド陸軍に導入されたが、10年後に「運用に適さない」と宣告された。後継としては7.62x51mm NATO弾を使用するネゲヴ NG7が選定され、2021年から納入されている。

### エクスカリバーライフル
エクスカリバーライフルは、2004年に開発開始されたINSASの代替を狙ったINSAS 1B1の近代化仕様。レシーバー上側に外付け型のピカティニーレールを備えておりさまざまな照準器を取り付けることができる。標準で折りたたみ銃床を備えており、より扱いやすいデザインの新型ハンドガードを備えている。

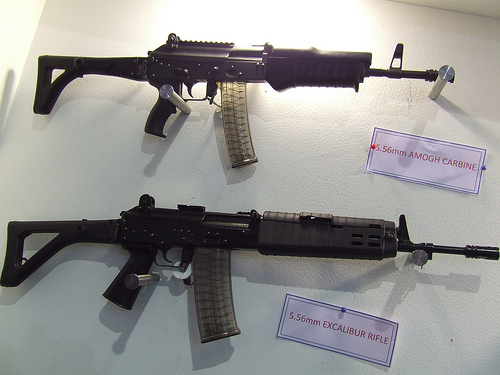
上からアモグカービン、エクスカリバーライフル

### MINSAS
MINSASは、INSASのPDW仕様。5.56×30mm弾という専用弾薬を使用し、INSAS同様木製で銃床、ハンドガード、グリップを構成し、AKMSのアンダーフォールディングストックを備えている。またセレクターはAKタイプの大型のものに変更されている。そしてフォアグリップ付きの独特な形状のハンドガードを取り付けた仕様も存在する。

### アモグカービン
アモグカービンは、MINSASの最新モデル。短縮したエクスカリバーライフルのハンドガード、エクスカリバーライフルの折りたたみ銃床、ポリマーで構成したグリップとハンドガード下部とレシーバー上部にピカティニーレールを備えており、フォアグリップや照準器を取り付けられる。初期型はピカティニーレールがなく、銃床がMINSASと同じAKMSのアンダーフォールディングストックだった。

## 採用国
- ブータン
- インド
- ネパール
- オマーン
- エスワティニ

## リンク
- Ordnance Factory Board (Product list)